# Milk Inc.
Milk Inc. er en belgisk Euro-House gruppe der blev startet i 1996 af Regi Penxten og Filip Vandueren. Forsangeren er Linda Mertens.
De har indtil videre udgivet 34 singler, 14 albums (7 af dem er Best of/ Essentials albummer og de andre 7 er studie albummer).